# کامیشلوف
شهر کامیشلوف (به روسی: Камышлов) در کشور روسیه و در اوبلاست سوردلوفسک واقع شده‌است.